# Nikolaj Kusnetsov
Nikolaj Aleksandrovitj Kusnetsov (på russisk: Николай Александрович Кузнецов) (født 1. juli 1953 i Moskva) er en russisk tidligere roer.

## Rokarriere
Kusnetsov var med i den sovjetiske firer med styrmand, der vandt VM-sølv i både 1974 og 1975. Tre af roerne i denne båd (Kusnetsov, Raul Arnemann og Anusjavan Gassan-Dzjalalov), suppleret af Valerij Dolinin, repræsenterede Sovjetunionen ved OL 1976 i Montreal, og de blev nummer to i deres indledende heat efter de store favoritter fra DDR. I semifinalen blev de også nummer to (efter Norge) og var dermed i finalen. Her var DDR igen suveræne og vandt sikkert guld, mens Norge fik sølv og Sovjetunionen bronze.
Kusnetsov og Dolonin fortsatte i fireren og ved VM i 1978 fik de omsider skovlen under deres østtyske rivaler og vandt guld.

## OL-medaljer
- 1976:  Bronze i firer uden styrmand